# جيمس اوتسوكا
جيمس اوتسوكا (بالإنجليزية: James Otsuka)‏ هو ناشط حقوق الإنسان أمريكي، ولد في 22 يناير 1921، وتوفي في 25 مايو 1984.